# Штюр
Штюр (нем. Stuer) — община в Германии, в земле Мекленбург-Передняя Померания.
Входит в состав района Мюриц. Подчиняется управлению Рёбель-Мюриц. Население составляет 271 человек (на 31 декабря 2010 года). Занимает площадь 21,53 км².

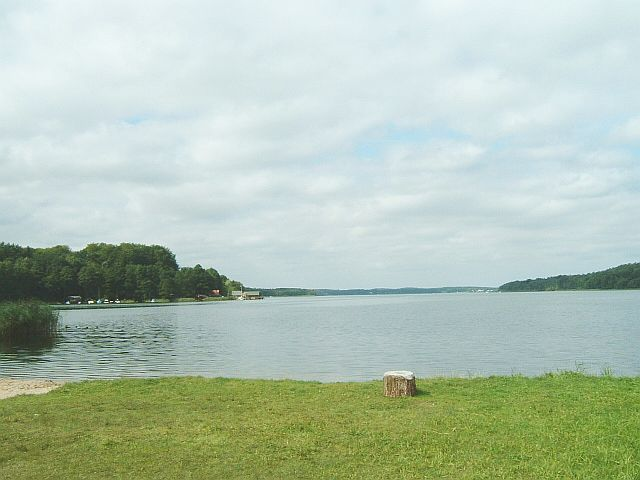
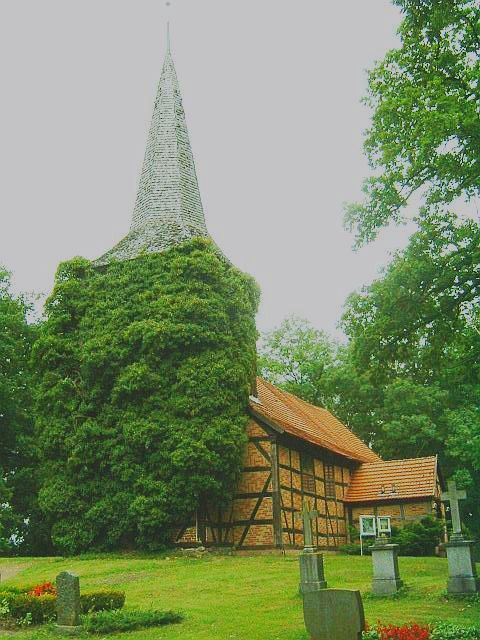
Церковь
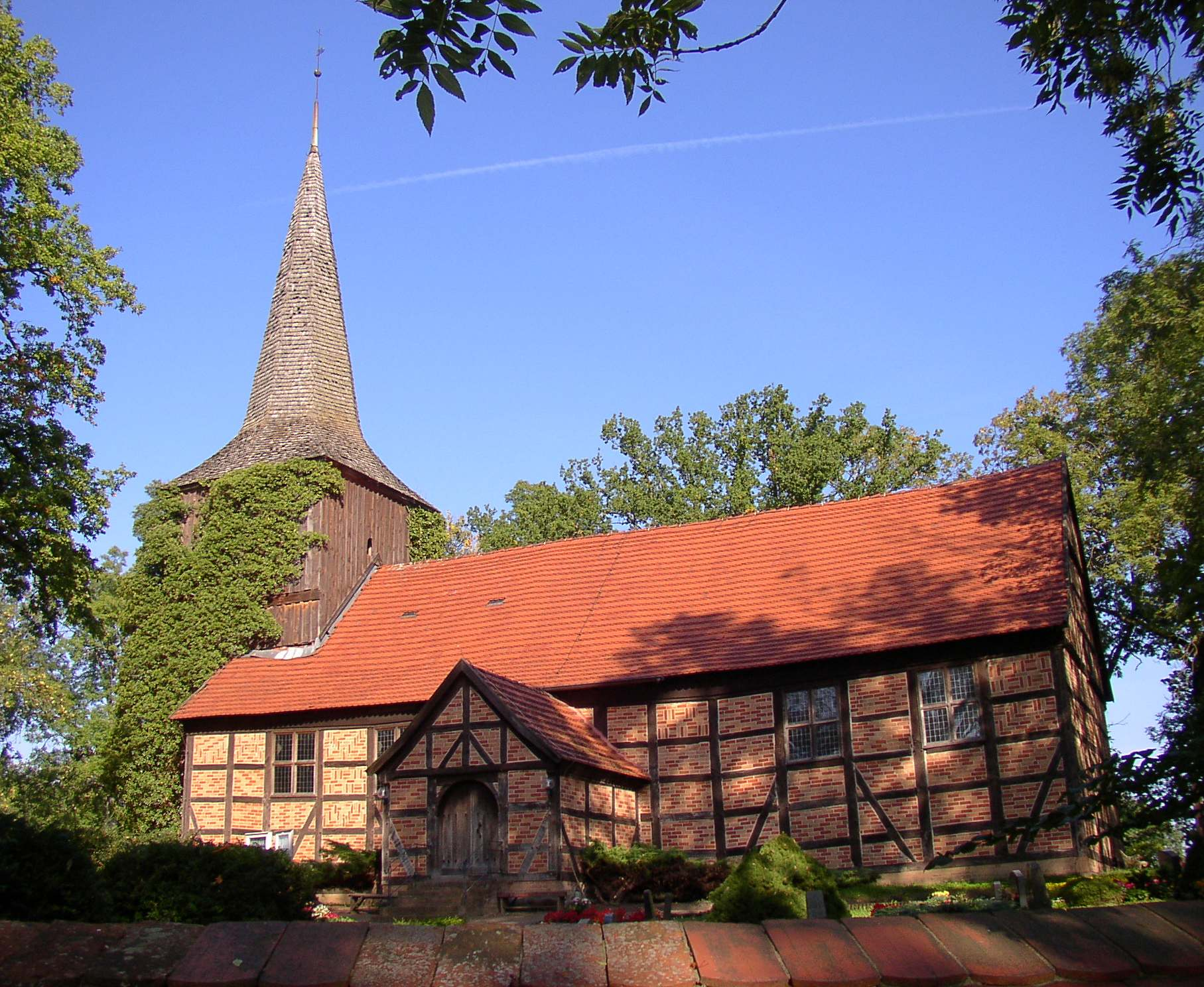
Церковь